# Fernando José de Velasco y Ceballos
Fernando José de Velasco y Ceballos o Fernando José de Velasco y Fernández de Isla o Fernando José de Velasco e Isla (Las Presillas, Cantabria, 9 de septiembre de 1707-Madrid, 1 de agosto de 1788) fue jurista, académico honorario de la Real Academia Española y de la Real Academia de la Historia y bibliófilo cántabro.

## Biografía[1]

### Primeros años
Nace en Las Presillas, Cantabria, siendo el tercer hijo de Gaspar Teodoro de Velasco Ceballos y de su segunda esposa, María Celedonia Fernández de Isla.
Realiza sus estudios de Bachillerato en Sevilla y posteriormente continúa los de Derecho en la Universidad de Salamanca, obteniendo la licenciatura en 1733.

### Trayectoria profesional
Habiendo pretendido sin éxito previamente la plaza de alcalde del crimen en la Chancillería de Valladolid es nombrado en 1739 alcalde del crimen en la Audiencia de Aragón por designación directa por parte del Rey Felipe V de España.
En 1752 el Rey le concede plaza de oidor en la Real Chancillería de Valladolid, puesto que ocupará hasta 1766, cuando es elegido para presidente de la Real Chancillería de Granada, si bien este nombramiento no fue del todo de su agrado por tener que separarse de su biblioteca (de la que hablaremos en el siguiente apartado). No tuvo buena acogida en la sociedad granadina por el carácter de su actuación como magistrado, muy intervencionista para los usos y costumbres de esa región, e incluso sufrió un atentado contra su vida, sin consecuencias.
Obtiene a la tercera tentativa, en 1770, el puesto de Consejero de Castilla. Siete años después el Rey Carlos III le concede la Orden de Carlos III por su trayectoria profesional. En 1780 es miembro de la Sala Segunda de Gobierno del Consejo Real y en 1785 es nombrado Camarista de Castilla.

### Trayectoria como Académico y Obra
Es aceptado en la Real Academia Española en 1737 y como académico honorario de la Real Academia de la Historia en 1739.
Destacado bibliófilo, a lo largo de su vida Fernando José de Velasco y Ceballos recopila una biblioteca privada considerada entre las mejores de su tiempo, contando con cerca de 10000 ejemplares, que se disgregaría tras su muerte.
Entre sus escritos figura numerosa literatura epistolar, con personajes como Luis de Salazar y Castro y Gregorio Mayans así como diez obras sobre genealogía y heráldica.

### Matrimonios y descendencia
Casó en dos ocasiones:
Con Nicolasa Antonia de Montoya y Riva Agüero, el 30 de agosto de 1741. De este matrimonio nacen:

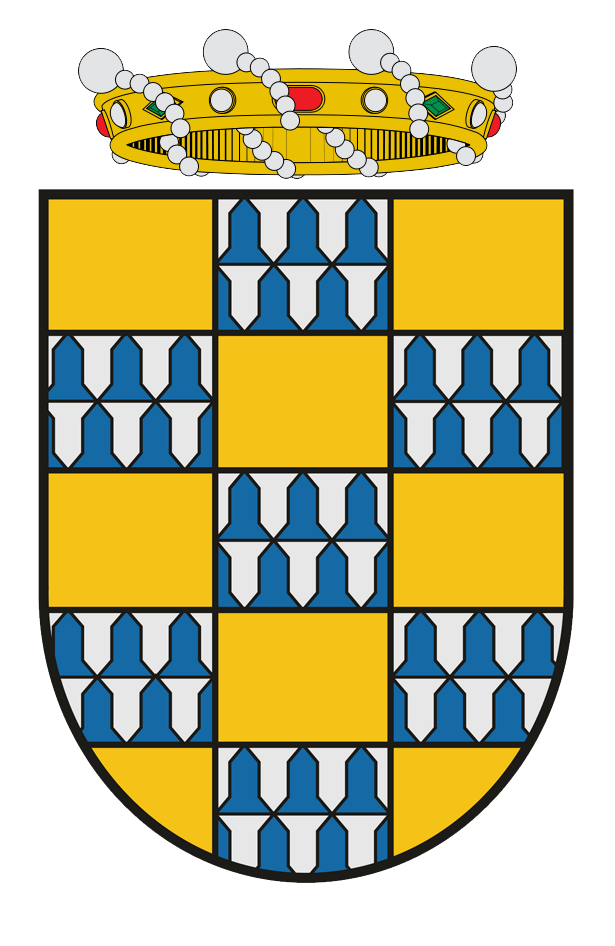
Escudo de la Baronía de Velasco

- José María de Velasco y Montoya (I Barón de Velasco), militar de profesión, sin descendencia.
- Fernando José de Velasco y Montoya (II Barón de Velasco), militar de profesión, con descendencia conocida.[5]
- María Joaquina de Velasco y Montoya, monja bernarda, célibe por confesión.

Habiendo fallecido su primera esposa en 1755 vuelve a casar en 1756, con Paula de Quevedo Hoyos y Colmenares, no teniendo descendencia de este matrimonio.

## El título de Barón de Velasco
Como reconocimiento a su trayectoria, además de la ya mencionada Orden de Carlos III, dicho monarca le concede el título de Barón de Velasco que no llega a ostentar pues en el mismo acto se lo cede a su hijo José María de Velasco y Montoya, quien se convierte así en el primer Barón de Velasco.